# ویلا فارالدی
ویلا فارالدی (به ایتالیایی: Villa Faraldi) یک کومونه در ایتالیا است که در استان ایمپریا واقع شده‌است. ویلا فارالدی ۹٫۶ کیلومتر مربع مساحت و ۴۶۶ نفر جمعیت دارد.